# 女性自衛官への性暴力事件
女性自衛官への性暴力事件（じょせいじえいかんへのせいぼうりょくじけん）では、自衛隊内における女性自衛官への性暴力事件について述べる。

## 2006年
2006年9月、北海道の基地内に勤務していた被害者の女性自衛官（当時20歳）は、夜勤中の同僚男性に呼び出されて性的被害を受けた。上司に相談したところ、事情聴取を男性隊員が行うなど不適切な対応を受けたうえに、退職を強要されたとして2007年に訴えを起こした。女性は提訴後も自衛隊での任期延長を望んでいたが、認められず退職した。加害男性は刑事では不起訴処分とされ、その後停職60日の懲戒処分を受けていたが、国側は女性の訴えに対し、性的行為は合意に基づいており、退職強要の事実はない等と主張していた。
2010年7月29日、札幌地裁大法廷は、深夜勤務時間内に飲酒の上に起こした性暴力を「合意の上のこと」とする加害者の主張は「信用できない」「階級の上下関係を利用し、周囲から隔絶された部屋で女性の抵抗を抑圧した」と認定。事件後、普段と違う原告の行動を不審に思い、話を聞いた上司らの対応については、被害を受けた側に立った適切な保護・援助の措置を取らなかったこと、それどころか被害を訴えた原告を退職に追い込もうとしたことを違法な処遇と明確に判断した。
加害者の性暴力に対する損害賠償を200万円、監督者として義務を尽くさなかった上司らの過ちに対する慰謝料を300万円と認定（80万円は弁護士費用）した。
判決は、被害者の供述の一部に変遷や不合理と思われる点があっても、「性的暴行の被害を思い出すことへの心理的抵抗が極めて強いこと」「共感をもって注意深く言い分に耳を傾けないと、客観的事実と異なる説明や最も恥ずかしいと思っている事実を伏せた説明をしてしまうことはままある」「原告への対応は、もっぱら男性上司や男性警務隊員によって行なわれており、原告が性的暴行を冷静に思い出したり、記憶を言葉で説明することができなかった可能性が高い」と指摘。また、自衛隊組織の特性を「隊内の規律統制維持のため隊員相互間の序列が一般社会とは比較にならないほど厳格で、上命下服の意識が徹底した組織」だとして、原告が「上位者である加害者に逆らうことができない心境に陥ることが不自然ではない」とした。
判決は、男性自衛官による被害事実を認定し、さらに被害後の自衛隊の対応について、不適切な対応があったこと、被害女性が不利益を被らない権利を保障しなかったことを認定した。

## 2010年
女性（当時30代）は2010年4月、航空自衛隊浜松基地の隊員として採用され、文書管理などの仕事を担当した。8月ごろ、同期から同じ課の男性上官（当時40代）を「偉い人だ」と紹介され、男性から連絡先を聞かれた。
その頃からセクハラが始まり、上官は「人事上のことを聞きたい」と言って女性を呼び出し一方的に抱きしめたり、無人島に連れて行き数回キスをしたりした。10月にはラブホテルに連れて行き、無理やり性交した。 女性は男性からの性的強要が嫌になり、2011年3月に自衛隊を退職した。しかし、その後も2012年前半までの間、上官は複数回にわたって女性の自宅に上がり込んだり、ラブホテルに連れ込んだりして、無理やり性交した。
2013年6月、女性の相談を受けた弁護士は、「同意なき性行為をどうやって立証していくか。そこに尽きる」とし、相手の反論をどう打ち破るかが鍵だったと語っている。同じころ、女性は自衛隊内の「セクハラホットライン」に被害を申告し、浜松基地内で調査が始まっていた。
地裁判決後、航空自衛隊浜松基地は男性に対し、減給10分の1の懲戒処分を行った。高裁での審理が始まって3か月後、原告側は自衛隊の調査記録を入手し、裁判所に証拠提出した。
上官は1審では一貫して「合意があり強要はしていない」「嫌がる態度を見せず応えていた」と反論していた。しかし、自衛隊の調査では「強要だったとは認めるが、決して乱暴して性交渉はしていない」などと証言していた。こうした証拠を踏まえ、高裁は、上官の行為について「地位を利用し、人事への影響力をちらつかせ、雇用や収入の確保に敏感になっている女性の弱みにつけ込んで性的関係を強要して、継続した」と指摘し、上官の「女性は自らの意思で性交渉に応じていた」という主張を一蹴した。
そして、女性がPTSDに悩まされ生活に大きな支障をきたしていることから、慰謝料800万円、弁護士費用を合わせて880万円の支払いを命じた。

## 2020 - 2022年
告発者の女性自衛官・五ノ井里奈は5歳から始めた柔道を極めたかったこと、自身が被災者となった東日本大震災のとき支援してくれた女性自衛官への憧れから、小学生の頃から女性自衛官に憧れ、大学を中退して受験、合格した。2020年4月に陸上自衛隊に入隊した。その後に配属される中隊名が発表されたとき女性の先輩隊員から「あそこの中隊はセクハラとパワハラがひどいから気をつけろ」と忠告されたとしている。
配属された東北方面の中隊は、隊員58人の中で女性は5人で、そのうち1人は育休中のため実質的に女性隊員は4人しかいなかった。同部屋の女性隊員からも「セクハラは覚悟して」と言われたので警戒はしていたが、男性自衛官らによる以下のような性被害にあったと語っている。
- 2020年秋頃、勤務中に、男性隊員が『柔道しようぜ！』と言いながら技をかけてくるのですが、腰をつかまれて“バック”のような体制にされて腰を振ってきた。それを女性隊員が目撃していた。廊下を歩いていると、急に抱きつかれることも日常的にあった[3]。また、いきなり「俺のをしゃぶって」と言われるなどと言われた[4]。
- 2021年6月24日。山に入って訓練をしていた時、新人の女性自衛官は夕食や酒のつまみを作る役割を任されていたので、天幕で料理を作っていた。天幕とは2人から3人用のテントのことで、山での訓練では寝床として使用されていた。天幕で酒盛りをし、定員より多い男性隊員が入れ代わり立ち代わり入ってきて、多いときには5、6人くらいの隊員がぎゅうぎゅうになって座っていた。料理を作るためにいたその輪の中に入れられ、胸をもまれ、キスをされ、男性隊員の陰部を下着越しに触らせられた[3]。
- 2021年8月、加害者の隊員「S」が暴走し始め、股を無理やりこじ開け、腰を振りながら陰部を押し当ててきたた。一人で『あんあん』とあえぎ声みたいな声を出して、それを見ている周りの男性隊員たちは笑っていた。特にEとYはこっちを見ながら笑っていた。続いて、2人目の男性隊員Kも「首をキメて」押し倒し、Sと同様の動きをした。さらに続いた。3人目男性隊員Rは同様に押し倒した後、五ノ井の両手首を押さえつけながら、何度も腰を振ってきた。[3]

加害者の男性隊員からは、「セクハラじゃなくて、コミュニケーションの一部だもんな」と声をかけられた。事情聴取として曹長から呼び出された女性自衛官は、問題が大きくなり、厳しい上下関係がある自衛隊組織に居づらくなるのを避けようとする為に「何もありません。大丈夫です」と報告していた。部屋に戻ると、女性隊員同士でこうした行為を報告しあった。だが女性隊員は圧倒的少数であり、自身の身を守る事で精いっぱいだったとしている。
2022年8月の性被害の後、適応障害と診断され、五ノ井は休職することになった。「相談した先輩女性は応援してくれていたのですが、中隊長が『訓練は訓練だからね』と言うと、『そうだよ』と手のひら返し。それでも帰りたいと泣いて訴えたため、セクハラが原因ではなく、闘病中の母親の具合がよくないということにして帰宅することになりました。先輩女性は『ウソをついたことは心に留めておいてね』と言ってきました。最初は味方をしてくれるようなことを言っていたのに、いざとなると全然違った」と語っている。
被害については、まず、自衛隊の総務・人事課にあたる「一課」にセクハラ被害を報告した。だが、一課からは「8月のセクハラの件を見たという証言が得られなかった」と回答された。
五ノ井は辞職し、2022年6月下旬、自身のYouTubeチャンネルにて「セクハラ告白　自衛隊を退職に追い込まれた女性」「隊員15人に囲まれ強引に……」とタイトルを付けた動画を投稿した。
五ノ井は自衛隊内の犯罪捜査に携わる警務隊（防衛相の直属組織）に強制わいせつ事件として被害届を出したが、検察庁の捜査をへて、2022年5月31日付で判決で不起訴処分となり、2022年6月7日、検察審査会へ不服申し立てを行った。
2022年9月29日、内部調査の結果、防衛省はセクハラ行為を認め、五ノ井に謝罪。関与した隊員の特定を進め、速やかに懲戒処分するとした。中隊長は五ノ井から訴えがあったのにもかかわらず、上司の大隊長に報告を怠っていたとされている。
今回の調査で、ほかにも複数の女性隊員がセクハラ被害を受けたことが判明。防衛省は、全自衛隊を対象にしたパワハラなどを含めたハラスメント行為に適切な対応ができているか調べる「特別防衛監察」も実施しているとした。
2022年8月、強制わいせつ容疑で3人が書類送検され不起訴となったが、今年9月に郡山検察審査会が不起訴不当と議決し、再捜査となっている。